# Championnat du Luxembourg de football 1920-1921
Navigation
Saison précédente Saison suivante
La saison 1920-1921 du Championnat du Luxembourg de football était la 11e édition du championnat de première division au Luxembourg. Huit clubs sont regroupés au sein d'une poule unique où ils se rencontrent deux fois, à domicile et à l'extérieur. En fin de saison, les deux derniers du classement sont relégués et remplacés par les deux meilleurs clubs de Promotion d'Honneur, la deuxième division luxembourgeoise.
C'est le club de la Jeunesse d'Esch qui remporte le titre en terminant en tête du classement final avec un seul point d'avance sur le tenant du titre, le Fola Esch et 2 sur l'un des promus, le club de l'Union Luxembourg. C'est le tout premier titre de champion du Luxembourg de l'histoire du club.
Durant l'intersaison, le club de l'US Hollerich déclare forfait pour cette nouvelle édition du championnat, ce qui permet au club initialement relégué en Promotion d'Honneur, le Racing Club Luxembourg, de pouvoir participer à la compétition.

## Les 8 clubs participants
| - Sporting Club Luxembourg - Racing Club Luxembourg - Repêché de Division d'Honneur - Red Boys Differdange - Promu de Division d'Honneur - Jeunesse d'Esch - Fola Esch - Stade Dudelange - Union Luxembourg - Promu de Division d'Honneur - US Rumelange - Promu de Division d'Honneur |

## Compétition

### Classement
Le barème utilisé pour établir le classement est le suivant :
- Victoire : 2 points
- Match nul : 1 point
- Défaite, forfait ou abandon : 0 point

| Rang | Équipe                   | Pts | J  | G | N | P  | Bp | Bc | Diff |  | Résultats (▼ dom., ► ext.) | Jeu | Fol | Uni | Dud | Red | Spo  | Rac | Rum  |
| ---- | ------------------------ | --- | -- | - | - | -- | -- | -- | ---- |  | -------------------------- | --- | --- | --- | --- | --- | ---- | --- | ---- |
| 1    | Jeunesse d'Esch          | 20  | 14 | 8 | 4 | 2  | 38 | 21 | +17  |  | Jeunesse d'Esch            |     | 3-0 | 0-0 | 1-0 | 4-2 | 4-5  | 0-0 | 4-0  |
| 2    | CS Fola Esch (T)         | 19  | 14 | 9 | 1 | 4  | 47 | 15 | +32  |  | CS Fola Esch (T)           | 2-3 |     | 1-2 | 0-1 | 4-0 | 3-1  | 3-1 | 13-0 |
| 3    | Union Luxembourg (P)     | 18  | 14 | 8 | 2 | 4  | 26 | 16 | +10  |  | Union Luxembourg (P)       | 0-1 | 0-3 |     | 2-1 | 0-1 | 1-1  | 2-1 | 5-0  |
| 4    | Stade Dudelange          | 17  | 14 | 8 | 1 | 5  | 28 | 24 | +4   |  | Stade Dudelange            | 3-3 | 0-4 | 1-2 |     | 4-2 | 3-1  | 3-1 | 3-0  |
| 5    | Red Boys Differdange (P) | 14  | 14 | 6 | 2 | 6  | 42 | 31 | +11  |  | Red Boys Differdange (P)   | 4-4 | 2-3 | 2-1 | 2-4 |     | 7-0  | 2-5 | 13-0 |
| 6    | Sporting Club Luxembourg | 14  | 14 | 6 | 2 | 6  | 35 | 29 | +6   |  | Sporting Club Luxembourg   | 2-1 | 0-2 | 1-3 | 6-0 | 0-0 |      | 2-0 | 3-0  |
| 7    | Racing Club Luxembourg   | 10  | 14 | 4 | 2 | 8  | 23 | 28 | -5   |  | Racing Club Luxembourg     | 0-3 | 1-1 | 0-4 | 0-2 | 2-3 | 3-1  |     | 5-1  |
| 8    | US Rumelange (P)         | 0   | 14 | 0 | 0 | 14 | 11 | 86 | -75  |  | US Rumelange (P)           | 3-7 | 1-8 | 3-4 | 0-3 | 0-2 | 2-12 | 1-4 |      |

## Bilan de la saison
| Championnat du Luxembourg de football 1920-1921 |                             |
| Champion                                        | Jeunesse d'Esch (1er titre) |
| Promotions et relégations                       |                             |
| Promus en Première Division                     | The National Schifflange    |
| Promus en Première Division                     | Tricolor Muhlenweg          |
| Relégués en Division d'Honneur                  | Racing Club Luxembourg      |
| Relégués en Division d'Honneur                  | US Rumelange                |